# Gueorgui Agzamov
Gueorgui Agzamov est un joueur d'échecs soviétique né le 6 septembre 1954 à  Almalyk et mort le 27 août 1986 à Sébastopol, qui fut le premier grand maître international d'échecs ouzbek.

## Biographie
Agzamov naquit dans la province de Tachkent dans une famille de médecins. Il devint champion de sa ville natale Almalyk à l'âge de douze ans, en 1966. En 1971, il termina deuxième du championnat d'URSS junior à Riga. Il étudia les langues et la littérature anglaise à l'université.
Agzamov mourut en août 1986 dans un accident à Sébastopol en Crimée.
Un tournoi mémorial a été organisé en 2007 à Tachkent.

## Carrière
Agzamov participa pour la première fois au championnat d'Ouzbékistan en 1973 et le remporta en 1976 et 1981.

### Championnats d'URSS
En 1980, à Tachkent, il termina onzième du tournoi de première division du championnat d'URSS remporté par Beliavski. En 1981, il remporta sa demi-finale du championnat d'URSS à Tcheliabinsk et termina 6e-7e de la ligue supérieure du championnat d'URSS remportée par Kasparov et Psakhis. En 1982, il termina 3e-5e de sa demi-finale et deuxième de la finale de première division du championnat d'URSS remportée par Vaganian. En 1983, il finit 10e-13e de la ligue supérieure remportée par Karpov à Moscou. En 1984, il remporta le tournoi de première division à Tachkent et atteint un classement Elo de 2570. En 1985, il finit 7e-8e de la ligue supérieure remportée par V. Gavrikov, Gourevitch et Tchernine.

### Tournois internationaux
Agzamov reçut le titre de maître international en 1982 et celui de grand maître en 1984. Il remporta les tournois de
- Belgrade en 1982 ;
- Vrsac en 1983 (ex æquo avec Tarjan et Nikolic) ;
- Sotchi (mémorial Tchigorine) 1984 (devant Romanichine, Psakhis, Tal, Vaïsser, Geller, Svechnikov et Plaskett),
- Tachkent (première ligue du championnat d'URSS)
- Bogota en 1984,
- Calcutta en juin 1986, devant Niaz Murshed et Viswanathan Anand (troisième).

Il atteignit son meilleur classement Elo de 2 590 en janvier 1985. Il finit deuxième à Potsdam en 1985.

## Variante Agzamov
La variante Agzamov de la défense Alekhine commence par : 1. e4 Cf6 2. e5 Cd5 3. d4 d6 4. Cf3 Fg4 5. Fe2 c6.

## Exemple de partie
Agzamov - Goulko, Sotchi 1985 :
1. d4 Cf6 2. c4 g6 3. Cc3 d5 4. Ff4 Fg7 5. e3 c5 6. dxc5 Da5 7. Tc1 Ce4 8. cxd5 Cxc3 9. Dd2 Dxa2 10. bxc3 Da5 11. Fc4 Cd7 12. Cf3 Cxc5 13. Fe5 O-O 14. O-O f6 15. Ta1 Dd8 16. Fc7 Dd7 17. d6+ e6 18. Cd4 Df7 19. Ta5 b6 20. Txc5 bxc5 21. Cb3 Dd7 22. Dd3 Td8 23. Qe4 1-0.